# 2007 TU24
2007 TU24 – planetoida z grupy Apollo należąca do obiektów NEO oraz PHA.

## Odkrycie i oznaczenie
2007 TU24 została odkryta 11 października 2007 w programie Catalina Sky Survey. Planetoida nie ma jeszcze nazwy własnej ani numeru, a jedynie oznaczenie prowizoryczne.

## Orbita i własności fizyczne
Planetoida okrąża Słońce w ciągu ok. 2 lat i 336 dni w średniej odległości 2,04 j.a. Ma około 450 metrów średnicy.

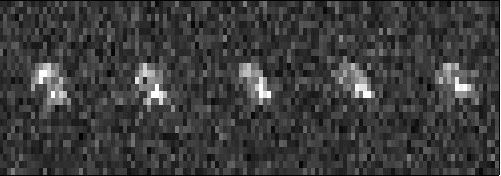
Seria obrazów radarowych planetoidy z 24 stycznia 2008 roku

## Zbliżenie do Ziemi
29 stycznia 2008 roku obiekt ten minął naszą planetę w odległości zaledwie 1,4 odległości Księżyca od Ziemi (0,0038 j.a.). Obserwowana jasność planetoidy w dniach 29–30 stycznia 2008 osiągnęła 10,3m, co oznacza, że pozostała ona niewidoczna gołym okiem. Po przelocie obok Ziemi obserwowana jasność szybko zmalała.